# Quitaque (Texas)
Quitaque es una ciudad ubicada en el condado de Briscoe en el estado estadounidense de Texas. En el Censo de 2010 tenía una población de 411 habitantes y una densidad poblacional de 219,49 personas por km².

## Geografía
Quitaque se encuentra ubicada en las coordenadas 34°22′3″N 101°3′20″O / 34.36750, -101.05556. Según la Oficina del Censo de los Estados Unidos, Quitaque tiene una superficie total de 1.87 km², de la cual 1.87 km² corresponden a tierra firme y (0%) 0 km² es agua.

## Demografía
Según el censo de 2010, había 411 personas residiendo en Quitaque. La densidad de población era de 219,49 hab./km². De los 411 habitantes, Quitaque estaba compuesto por el 81.02% blancos, el 5.11% eran afroamericanos, el 0.24% eran amerindios, el 0% eran asiáticos, el 0% eran isleños del Pacífico, el 7.3% eran de otras razas y el 6.33% pertenecían a dos o más razas. Del total de la población el 27.01% eran hispanos o latinos de cualquier raza.